# Isgräs
Isgräs (Dupontia fisheri) är en gräsart som beskrevs av Robert Brown. Enligt Catalogue of Life ingår Isgräs i släktet isgrässläktet och familjen gräs, men enligt Dyntaxa är tillhörigheten istället släktet isgrässläktet och familjen gräs. Arten har ej påträffats i Sverige. Inga underarter finns listade i Catalogue of Life.

## Bildgalleri

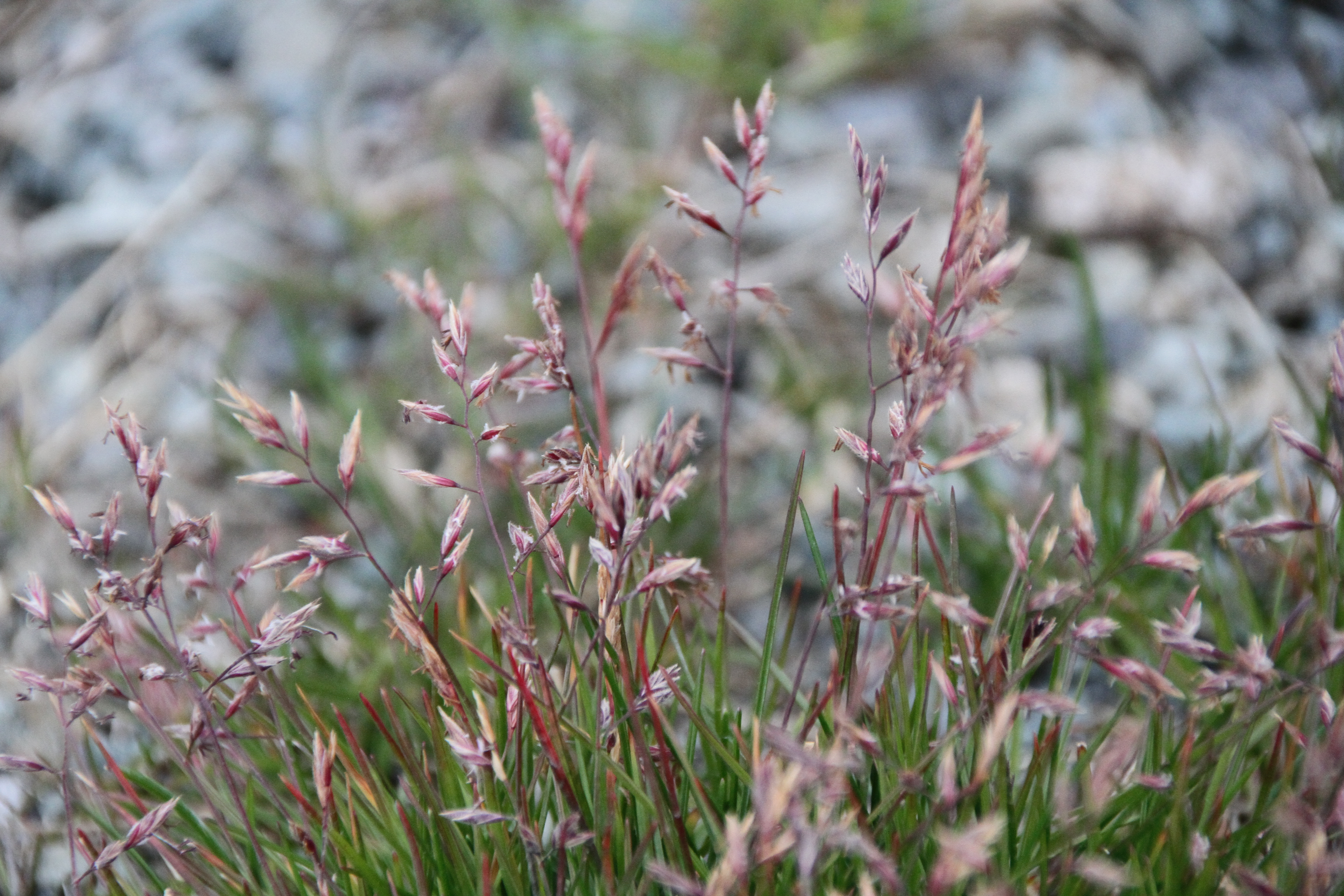